# Пластрон

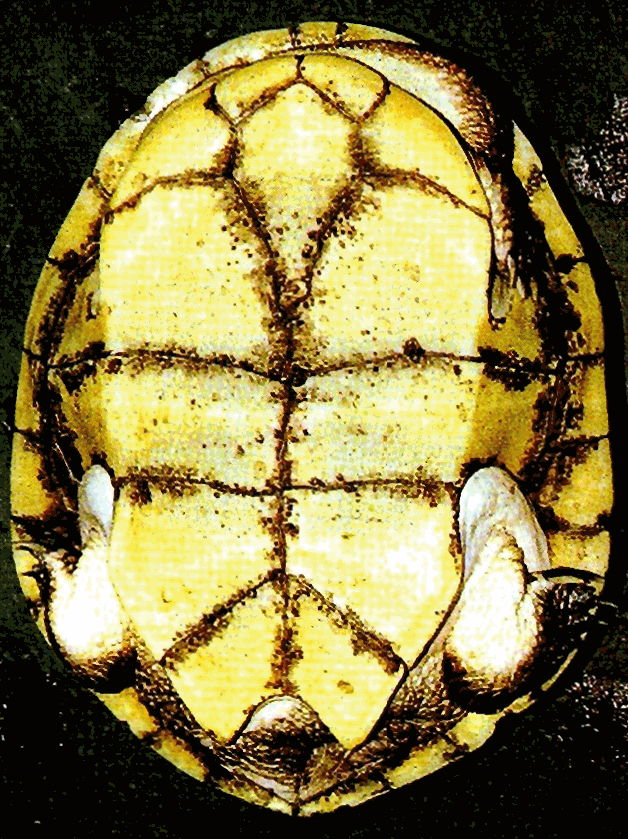
Пластрон Chelodina canni

Пластро́н (від фр. plastron — «нагрудник») — черевна (нижня) частина екзоскелета черепах, що складається із окремих щитків, які ростуть окремо один від одного. На кожному наростають річні кільця. Пластрон з'єднується з карапаксом суглобною зв'язкою або кістковою перетинкою.

## Будова
Пластрон складається з двох частин: кісткового та рогового панцирів. Пластрон складається з нижележачих шарів масивної пластини з кістки, яка вкрита шаром шкіри. За винятком м'якотілих черепах, щитки складаються з кератиного покриття. Рогові й кістяні пластини не торкаються один одного.
Кісткова частина пластрону цілком утворений окостеніннями, які є похідними від луски риб. Він складається з 4 парних пластин і переднього серединного елемента:
- Передній край пластрона формують парні елементи — епіпластрони (epiplastron). В їх утворенні беруть участь ключиці, які відсутні в плечовому поясі черепах.
- На середній лінії позаду епіпластронов лежить непарний елемент — ентопластрон (entoplastron). В його утворенні бере участь надгрудник (міжключіця).
- За епіпластронами та ентопластроном є 3 пари кісткових пластин: грудні (hyoplastron), нижні (hypoplastron) і задні (xiphiplastron). Вони є похідними черевних ребер (gastrale).
- У примітивних форм між гіопластронамі і гіпопластронамі можуть матися додаткові парні пластини — мезопластрони (mesoplastron), які зберігаються у сучасних бокошийних черепах.

Рогові щитки зверху вкривають кісткові пластини. Складається з 6 пар великих й декілька парних і непарних невеликих щитків: міжгорлові (intergulare), горлові (gulare), плечові (humerale), грудні (pectorale), черевні (abdominale), стегнові (femorale), анальні (anale), пахвові (axillare), пахові (inguinale), нижньокрайові (inframarginale).
У різних видів черепах деякі щитки можуть бути відсутніми або мати різну форму. Кількість і форма щитків важливі для визначення виду черепахи.

## Особливості
Пластрон частіше менший за карапакс (лише у деяких видів він більше або дорівнює йому). Завдяки будові щитків пластрону низка черепах здатна повністю зачинятися у панцирі, затуляючи передній та задній отвори. У більшості черепах немає такої здатності — вони можуть лише частково притискати пластрон до карапакса.
Забарвлення пластрону зазвичай світліше за колір карапаксу. У низки випадків повністю відповідає спинній частині панцира.